# Parachiona picicornis
Parachiona picicornis là một loài Trichoptera trong họ Limnephilidae. Chúng phân bố ở miền Cổ bắc.